# ماري كينيدي
ماري كينيدي (بالأيرلندية: Mary Kennedy) (و. 1956  م) هي مؤلفة، ومقدمة تلفزيونية أيرلندية.

## التعليم
تعلمت في كلية دبلن الجامعية.

## الجوائز
حصلت على جوائز منها:
- جائزة المنافسة العامة [الإنجليزية]‏ (1946)
- قائد الفنون والآداب

## روابط خارجية
- ماري كينيدي على موقع IMDb (الإنجليزية)